# Hubert Zangerl
Hubert Zangerl ist ein österreichischer Musiker, Komponist, Songwriter, Produzent, Autor und Sänger.

## Leben
Hubert Zangerl studierte an der Universität Mozarteum in Salzburg Schlagwerk bei Peter Sadlo. In dieser Zeit arbeitete er mit  Bogdan Bacanu, Sigfried Fink, Claudio Abbado und Adriana Hölszky zusammen.
Als Songwriter schrieb er für Martin Locher, Barbara Dorfer, Zabine, Wildbach, Romy und die Trenkwalder und arbeitete mit den Produzenten und Musikern Conrad Bekk, Timothy Touchton, Julian Feifel, Ossi Schaller, Theo Degler und Claudia Heidegger zusammen.
Mit seinen Kompositionen war er 2002 und 2004 bei der Vorausscheidung zum Grand Prix der Volksmusik in Wien vertreten.
2012 produzierte er die Single Was wird sein unter dem Künstlernamen Hu und hatte damit Erfolg auf YouTube. Es folgten Lieder wie Ab und zu, Geht’s da guad, Hoit mi fest und So soll es sein. Ab diesem Zeitpunkt war er Gast bei den Radiosendern des ORF und Bayern plus. Nach 5 Jahren Produktionszeit erschien 2016 das Album So soll es sein unter seinem Label Moskito-Records.

## Diskographie

### Singles
- 2002: Dein Herz is a Wildbach (Wildbach, Tyrolis)
- 2003: Summersunn (Martin Locher, Artists & Acts)
- 2004: Wenn i an See seh, brauch i koa Meer mehr (Trenkwalder, BMG Ariola)
- 2006: Kinder dieser Welt (Romy, MCP)
- 2011: Frühling (Martin Locher, Artists & Acts)
- 2012: Was wird sein (Hu, Moskito-Records)
- 2012: Der Mond und die Sterne (Hu und Helena, Moskito-Records)
- 2013: Gehts da guad (Hu, Moskito-Records)
- 2013: Ab und zu (Hu, Moskito-Records)
- 2014: So soll es sein (Hu, Moskito-Records)
- 2014: Hoit mi fest (Hu, Moskito-Records)
- 2014: Weihnachtszeit (Hu, Moskito-Records)
- 2015: Sommerzeit (Hu, Moskito-Records)
- 2018: Der Mond und die Sterne 2018 (Hu & Helena, Moskito-Records)
- 2020: Erstens kommt es anders (Hu, Moskito-Records)

### Alben
- 2003: Auf'm Gipfel herob'm (Wildbach, Tyrolis)
- 2006: s'Lebm (Martin Locher, Artists & Acts)
- 2011: Es Is Wie's Is (Martin Locher, Artists & Acts)
- 2016: So soll es sein (Hu, Moskito-Records)

## Musikvideos
- 2012: Was wird sein (Birgit Schwaighofer, Hubert Zangerl)
- 2013: Ab und zu (Armin Zangerl, Markus Blösl, Hubert Zangerl)
- 2018: Der Mond und die Sterne (Birgit Schwaighofer, Hubert Zangerl)

## Label
Seit 2016 betreibt Zangerl sein eigenes Musiklabel Moskito-Records.

## Autor
Der Verlag Pro Musica veröffentlichte 2001 das Schulwerk Rhythmus ABC von Hubert Zangerl im Vertrieb der Koch Musikverlage.